# Ławeczka Józefa Hallera w Szczecinie
Ławeczka Józefa Hallera w Szczecinie – pomnik generała broni Józefa Hallera w formie ławeczki, usytuowany na skwerze Hallerczyków w Szczecinie.

## Opis
Odsłonięcia ławeczki dokonano 14 maja 2021 roku. Podczas uroczystości odsłonięcia pomnika obecni byli m.in.: dowódca 12 Brygady Zmechanizowanej pułkownik Roman Łytkowski, prezes Instytutu Pamięci Narodowej dr Jarosław Szarek, prawnuk generała Michał Haller de Hallenburg i prezydent Szczecina Piotr Krzystek. Odsłonięcie pomnika-ławeczki było możliwe dzięki inicjatywie z jaką wyszła Sekcja Wychowawcza 12 Brygady Zmechanizowanej Wojska Polskiego i jej współpracy z oddziałem IPN w Szczecinie. Moment odsłonięcia pomnika połączono z 25 rocznicą utworzenia 12 Brygady Zmechanizowanej, której patronem jest generał broni Józef Haller. Pomnik stanął przed bramą koszar brygady.
Odwzorowując postać generała posłużono się starą fotografią generała wykonaną przypuszczalnie w Zakopanem w 1920 roku. Także samą ławkę starano się upodobnić do pierwowzoru. Autorem rzeźby jest rzeźbiarka Dorota Dziekiewicz-Pilich absolwentka Akademii Sztuk Pięknych w Poznaniu.